# Wapen van Evere

Het wapen van Evere

Het wapen van Evere werd op 15 november 1928 per koninklijk besluit aan de Brusselse gemeente Evere toegekend.

## Blazoenering
De blazoenering van het wapen luidt als volgt:
Gedeeld, een: van goud met een valk in natuurkleur omgewend, op de twee poten staande op eene drietoppige rots van keel uit de punt oprijzende en overtopt met eene ster met zes stralen van hetzelve; twee: van keel met een valk in natuurkleur op de twee pooten staande op een drietoppige rots van goud, uit de punt oprijzende en overtopt met eene ster met zes stralen van hetzelve (hetgeen is de Walckiers), het schild met de linkerhand gehouden voor een zittende Heiligen Vincentius met een stralenkrans omgeven en eenen schepter met eene leliebloem getopt in de rechterhand houdende, het alles van zilver.
Het wapen is in twee verticale delen gedeeld. De twee delen zijn in kleur en afbeelding gespiegeld. Het eerste deel is een gouden vlak met daarop een rode driepuntige rots. Op de hoogste punt staat een valk in de natuurlijke kleuren. De valk kijkt naar heraldisch links, dus naar het midden van het schild. Boven de valk is een rode ster, van zes punten, geplaatst. Het tweede deel is rood van kleur met daarop een gouden berg waarop een valk van natuurlijke kleur. Boven de valk een zespuntige gouden ster. Ook deze valk kijkt naar het midden van het schild, dus naar heraldisch rechts. Heraldisch rechts, voor de kijker dus links, van het schild zit de sint Vincentius, graaf van Henegouwen. Hij houdt het schild met zijn linkerhand vast.

## Herkomst
Het wapen van Evere is afgeleid van het wapen van de familie Walckiers. De familie heerste tussen 1722 en 1793 over Evere. Het wapen wordt gehouden door de parochieheilige van Evere: Sint Vincentius, geboren als Madelgarius. Hij zou ook de stichter zijn van een kerk dat in 1120 al vermeld werd. Deze kerk was in eigendom van het Sint-Vincentiuskapittel uit Zinnik.